# Straight Records
Straight Records je americké hudební vydavatelství, založené roku 1969. Mezi umělce kteří s touto společností spolupracovali patří Frank Zappa Captain Beefheart, Alice Cooper, Tim Buckley, Jeff Simmons, Lord Buckley, Judy Henske & Jerry Yester, Tim Dawe nebo The Persuasions.

## Přbuzná témata
- Herb Cohen